# Daishin-ji

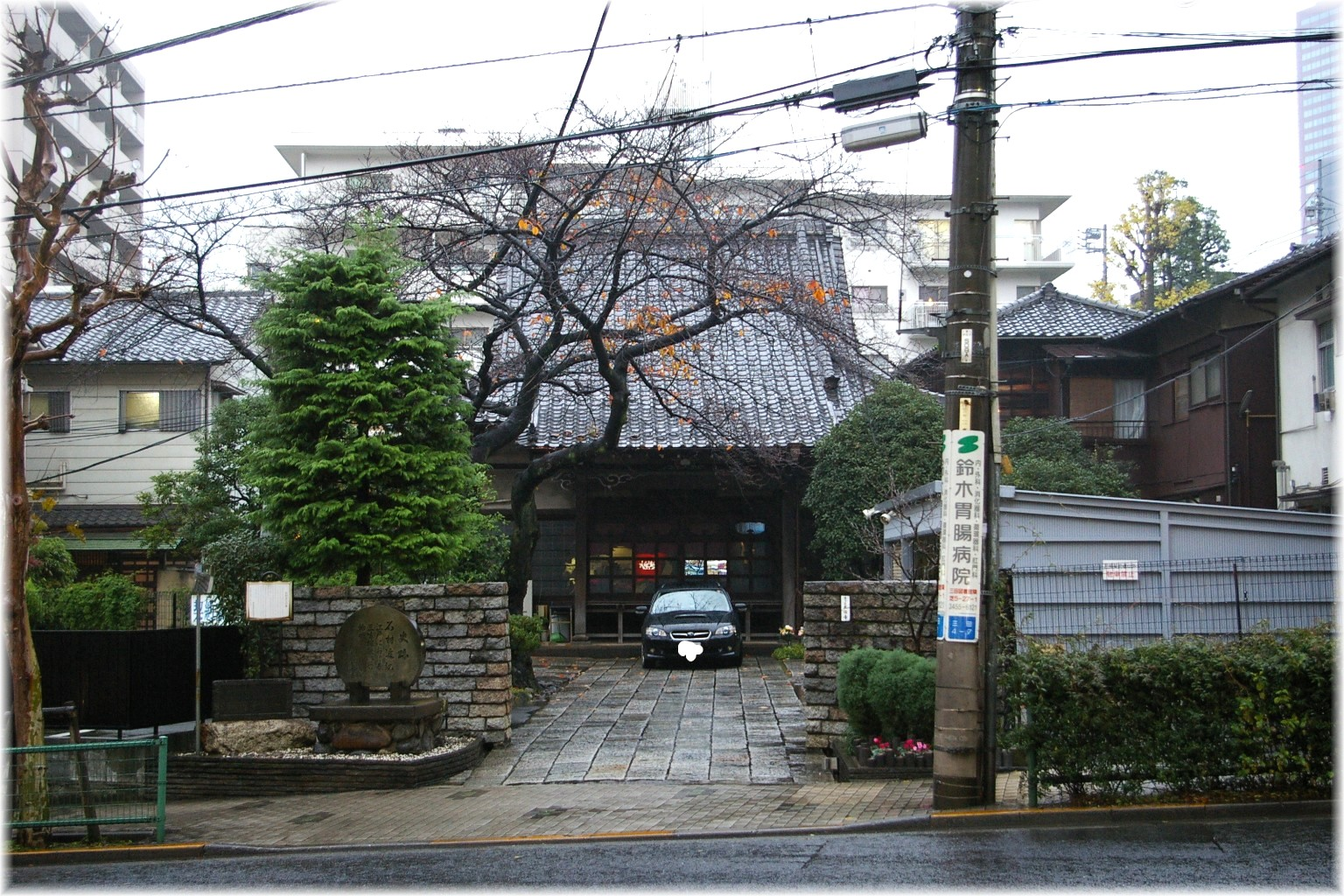
Le Daishin-ji

Le Hōtōzan Hōju-in Daishin-ji (宝島山峯樹院大信寺), abrégé en Daishin-ji, est un temple bouddhiste de la secte Jōdo du Bouddhisme de la Terre Pure situé dans l'arrondissement spécial de Minato-ku à Tokyo au Japon. En 1611, Ryō-kō Shōnin, le fondateur du temple, reçoit du shogunat Tokugawa une terre pour le temple à Minami Hatchōbori. Le Daishin-ji s'appelle d'abord Hōtōzan. En 1635, il est transféré à son actuel emplacement à Mita 4 chōme sur ordre du gouvernement, pour tenir compte de l'expansion continue d'Edo. En 1636, Ishimura Genzaemon, considéré comme le premier artisan de shamisen à Edo, est enterré au temple. Depuis Ishimura Omi, les tombes de onze générations de la famille y ont également été construites et pour cette raison, le temple est parfois surnommé « le temple Shamisen ».

## Référence
- (en) Cet article est partiellement ou en totalité issu de l’article de Wikipédia en anglais intitulé « Daishin-ji » (voir la liste des auteurs).